# Ligue majeure de baseball 2013
Navigation
2012 2014
La Ligue majeure de baseball 2013 est la 113e saison depuis le rapprochement entre la Ligue américaine et la Ligue nationale et la 138e saison de Ligue majeure. 
Le coup d'envoi de la saison est programmé le 31 mars 2013 avec un match prévu, alors que 24 autres équipes disputent leur partie d'ouverture le 1er avril. La saison régulière se termine le 30 septembre et fait place aux séries éliminatoires, qui débutent le 1er octobre pour se terminer avec un dernier match de Série mondiale 2013 remporté le 30 octobre par les Red Sox de Boston sur les Cardinals de Saint-Louis.
La saison 2013 marque la première saison des Astros de Houston dans la Ligue américaine, après 51 saisons jouées dans la Ligue nationale. Après avoir joué dans la division Centrale de la Nationale de 1994 à 2012, les Astros font désormais partie de la division Ouest de la Ligue américaine, ce qui porte à 5 clubs le nombre d'équipes dans chacune des 6 divisions du baseball majeur. Pour la première fois en 2013, des matchs interligues sont prévus à n'importe quel moment durant la saison, et non pas tous à la même date comme c'était le cas depuis 1997. Il s'agit de la première fois dans l'histoire du baseball majeur que le nombre d'équipe dans les deux ligues est impair.
Le 84e match des étoiles de la Ligue majeure de baseball a lieu le 16 juillet au Citi Field de New York, où les Mets de New York jouent leurs matchs locaux. La saison 2013 est la dernière en carrière pour Mariano Rivera, Roy Halladay, Michael Young, Todd Helton, Lance Berkman, Andy Pettitte, Darren Oliver, Derek Lowe, Mark DeRosa et Jerry Hairston.

## Classement
En vert : champion de division.

En jaune : club qualifié pour les séries éliminatoires comme meilleur deuxième.
| Ligue nationale (Division Est) | V  | D   | %    | Diff. | Diff. (séries) |
| ------------------------------ | -- | --- | ---- | ----- | -------------- |
| Braves d'Atlanta               | 96 | 66  | ,593 | -     | -              |
| Nationals de Washington        | 86 | 76  | ,531 | 10    | 4              |
| Mets de New York               | 74 | 88  | ,457 | 22    | 16             |
| Phillies de Philadelphie       | 73 | 89  | ,451 | 23    | 17             |
| Marlins de Miami               | 62 | 100 | ,383 | 34    | 28             |

| Ligue nationale (Division Centrale) | V  | D  | %    | Diff. | Diff. (séries) |
| ----------------------------------- | -- | -- | ---- | ----- | -------------- |
| Cardinals de Saint-Louis            | 97 | 65 | ,599 | -     | -              |
| Pirates de Pittsburgh               | 94 | 68 | ,580 | 3     | +4             |
| Reds de Cincinnati                  | 90 | 72 | ,556 | 7     | -              |
| Brewers de Milwaukee                | 74 | 88 | ,457 | 23    | 16             |
| Cubs de Chicago                     | 66 | 96 | ,407 | 31    | 24             |

| Ligue nationale (Division Ouest) | V  | D  | %    | Diff. | Diff. (séries) |
| -------------------------------- | -- | -- | ---- | ----- | -------------- |
| Dodgers de Los Angeles           | 92 | 70 | ,568 | -     | -              |
| Diamondbacks de l'Arizona        | 81 | 81 | ,500 | 11    | 9              |
| Padres de San Diego              | 76 | 86 | ,469 | 16    | 14             |
| Giants de San Francisco          | 76 | 86 | ,469 | 16    | 14             |
| Rockies du Colorado              | 74 | 88 | ,457 | 18    | 16             |

| Ligue américaine (Division Est) | V  | D  | %    | Diff. | Diff. (séries) |
| ------------------------------- | -- | -- | ---- | ----- | -------------- |
| Red Sox de Boston               | 97 | 65 | ,599 | -     | -              |
| Rays de Tampa Bay               | 92 | 71 | ,564 | 5½    | -              |
| Orioles de Baltimore            | 85 | 77 | ,525 | 12    | 6½             |
| Yankees de New York             | 85 | 77 | ,525 | 12    | 6½             |
| Blue Jays de Toronto            | 74 | 88 | ,457 | 23    | 17½            |

| Ligue américaine (Division Centrale) | V  | D  | %    | Diff. | Diff. (séries) |
| ------------------------------------ | -- | -- | ---- | ----- | -------------- |
| Tigers de Détroit                    | 93 | 69 | ,574 | -     | -              |
| Indians de Cleveland                 | 92 | 70 | ,568 | 1     | +½             |
| Royals de Kansas City                | 86 | 76 | ,531 | 7     | 5½             |
| Twins du Minnesota                   | 66 | 96 | ,407 | 27    | 25½            |
| White Sox de Chicago                 | 63 | 99 | ,389 | 30    | 28½            |

| Ligue américaine (Division Ouest) | V  | D   | %    | Diff. | Diff. (séries) |
| --------------------------------- | -- | --- | ---- | ----- | -------------- |
| Athletics d'Oakland               | 96 | 66  | ,593 | -     | -              |
| Rangers du Texas                  | 91 | 72  | ,558 | 5½    | 1              |
| Angels de Los Angeles             | 78 | 84  | ,481 | 18    | 13½            |
| Mariners de Seattle               | 71 | 91  | ,438 | 25    | 20½            |
| Astros de Houston                 | 51 | 111 | ,315 | 45    | 40½            |

## Séries éliminatoires
Les nombres en blanc indiquent les têtes de série et les nombres en noir indiquent le nombre de matchs gagnés dans la ronde éliminatoire.
|  | Matchs de meilleur deuxième | Matchs de meilleur deuxième | Matchs de meilleur deuxième |  |   | Séries de divisions | Séries de divisions      | Séries de divisions   |                          |   | Séries de championnat  | Séries de championnat | Séries de championnat |  |  | Série mondiale | Série mondiale    | Série mondiale |
|  |                             |                             |                             |  |   |                     |                          |                       |                          |   |                        |                       |                       |  |  |                |                   |                |
|  |                             |                             |                             |  |   | 5                   | Rays de Tampa Bay        | 1                     |                          |   |                        |                       |                       |  |  |                |                   |                |
|  | 5                           | Rays de Tampa Bay           | 1                           |  |   | 1                   | Red Sox de Boston        | 3                     |                          |   |                        |                       |                       |  |  |                |                   |                |
|  | 5                           | Rays de Tampa Bay           | 1                           |  | 3 | 1                   | Red Sox de Boston        | 3                     | Tigers de Détroit        | 2 |                        |                       |                       |  |  |                |                   |                |
|  | 4                           | Indians de Cleveland        | 0                           |  | 3 |                     | Ligue américaine         | Ligue américaine      | Ligue américaine         | 2 |                        |                       |                       |  |  |                |                   |                |
|  | 4                           | Indians de Cleveland        | 0                           |  | 1 | Red Sox de Boston   | Ligue américaine         | Ligue américaine      | Ligue américaine         | 4 |                        |                       |                       |  |  |                |                   |                |
|  |                             |                             |                             |  |   | Red Sox de Boston   | 3                        | Tigers de Détroit     | 3                        | 4 |                        |                       |                       |  |  |                |                   |                |
|  |                             |                             |                             |  |   |                     | 3                        | Tigers de Détroit     | 3                        |   |                        |                       |                       |  |  |                |                   |                |
|  |                             |                             |                             |  |   | 2                   | Athletics d'Oakland      | 2                     |                          |   |                        |                       |                       |  |  |                |                   |                |
|  |                             |                             |                             |  |   |                     |                          |                       |                          |   |                        |                       |                       |  |  | AL             | Red Sox de Boston | 4              |
|  |                             |                             |                             |  |   |                     |                          | NL                    | Cardinals de Saint-Louis | 2 |                        |                       |                       |  |  |                |                   |                |
|  |                             |                             |                             |  |   | 3                   | Dodgers de Los Angeles   | 3                     |                          |   |                        |                       |                       |  |  |                |                   |                |
|  |                             |                             |                             |  |   | 2                   | Braves d'Atlanta         | 1                     |                          |   |                        |                       |                       |  |  |                |                   |                |
|  |                             |                             |                             |  |   | 2                   | Braves d'Atlanta         | 1                     |                          | 3 | Dodgers de Los Angeles | 2                     |                       |  |  |                |                   |                |
|  | 5                           | Reds de Cincinnati          | 0                           |  |   | Ligue nationale     | Ligue nationale          | Ligue nationale       |                          | 3 | Dodgers de Los Angeles | 2                     |                       |  |  |                |                   |                |
|  | 5                           | Reds de Cincinnati          | 0                           |  | 1 | Ligue nationale     | Ligue nationale          | Ligue nationale       | Cardinals de Saint-Louis | 4 |                        |                       |                       |  |  |                |                   |                |
|  | 4                           | Pirates de Pittsburgh       | 1                           |  | 1 |                     | 4                        | Pirates de Pittsburgh | Cardinals de Saint-Louis | 4 | 2                      |                       |                       |  |  |                |                   |                |
|  | 4                           | Pirates de Pittsburgh       | 1                           |  |   |                     | 4                        | Pirates de Pittsburgh |                          |   | 2                      |                       |                       |  |  |                |                   |                |
|  |                             |                             |                             |  |   | 1                   | Cardinals de Saint-Louis | 3                     |                          |   |                        |                       |                       |  |  |                |                   |                |

mlb.com (Résultats d'après saison)

## Statistiques individuelles

### Au bâton
| Catégorie                      | Ligue nationale                                          | Stat | Ligue américaine          | Stat  |
| ------------------------------ | -------------------------------------------------------- | ---- | ------------------------- | ----- |
| Moyenne au bâton               | Michael Cuddyer (Rockies)                                | ,331 | Miguel Cabrera (Tigers)   | ,348  |
| % présence sur les buts        | Joey Votto (Reds)                                        | ,435 | Miguel Cabrera (Tigers)   | ,442  |
| Moyenne de puissance           | Paul Goldschmidt (Diamondbacks)                          | ,551 | Miguel Cabrera (Tigers)   | ,636  |
| OPS (sur les buts + puissance) | Paul Goldschmidt (Diamondbacks)                          | ,952 | Miguel Cabrera (Tigers)   | 1,078 |
| Coups sûrs                     | Matt Carpenter (Cardinals)                               | 199  | Adrián Beltré (Rangers)   | 199   |
| Doubles                        | Matt Carpenter (Cardinals)                               | 55   | Manny Machado (Orioles)   | 51    |
| Triples                        | Denard Span (Nationals)                                  | 11   | Brett Gardner (Yankees)   | 10    |
| Coups de circuit               | Pedro Alvarez (Pirates), Paul Goldschmidt (Diamondbacks) | 36   | Chris Davis (Orioles)     | 53    |
| Coups sûrs de plus d'un but    | Paul Goldschmidt (Diamondbacks)                          | 75   | Chris Davis (Orioles)     | 96    |
| Points produits                | Paul Goldschmidt (Diamondbacks)                          | 125  | Chris Davis (Orioles)     | 138   |
| Points marqués                 | Matt Carpenter (Cardinals)                               | 126  | Mike Trout (Angels)       | 109   |
| Buts-sur-balles                | Joey Votto (Reds)                                        | 135  | Mike Trout (Angels)       | 110   |
| Buts volés                     | Eric Young (Rockies, Mets)                               | 46   | Jacoby Ellsbury (Red Sox) | 52    |

Statistiques sur MLB.com

### Lanceurs
| Catégorie                                  | Ligue nationale                                           | Stat | Ligue américaine        | Stat  |
| ------------------------------------------ | --------------------------------------------------------- | ---- | ----------------------- | ----- |
| Moyenne de points mérités                  | Clayton Kershaw (Dodgers)                                 | 1,83 | Aníbal Sánchez (Tigers) | 2,57  |
| Victoires                                  | Adam Wainwright (Cardinals) Jordan Zimmermann (Nationals) | 19   | Max Scherzer (Tigers)   | 21    |
| Retraits sur des prises                    | Clayton Kershaw (Dodgers)                                 | 232  | Yu Darvish (Rangers)    | 277   |
| Retraits sur des prises par 9 manches      | A. J. Burnett (Pirates)                                   | 9,85 | Yu Darvish (Rangers)    | 11,89 |
| Retraits sur des prises par but-sur-balles | Cliff Lee (Phillies)                                      | 6,94 | David Price (Rays)      | 5,59  |
| Moins de buts-sur-balles par 9 manches     | Cliff Lee (Phillies)                                      | 1,29 | David Price (Rays)      | 1,3   |
| Sauvetages                                 | Craig Kimbrel (Braves)                                    | 50   | Jim Johnson (Orioles)   | 50    |
| Moyenne au bâton des adversaires           | José Fernández (Marlins)                                  | ,182 | Yu Darvish (Rangers)    | ,194  |
| WHIP                                       | Clayton Kershaw, (Dodgers)                                | 0,92 | Max Scherzer (Tigers)   | 0,97  |

Statistiques sur MLB.com

## Saison régulière

### Avril
- 1er avril : Bryce Harper devient à 20 ans le plus jeune joueur à frapper deux coups de circuit dans le match d'ouverture de son équipe, dans une victoire des Nationals sur Miami à Washington[4].
- 2 avril : Yu Darvish des Rangers du Texas passe à un retrait de réussir un match parfait dans une victoire de 7-0 à Houston sur les Astros, à Houston. Après avoir retiré consécutivement les 26 premiers frappeurs adverses, sa performance parfaite est gâchée après deux retraits en neuvième manche par un coup sûr de Marwin González[5].

### Juin
- 5 juin : À Seattle, Kyle Seager des Mariners devient le premier joueur de l'histoire des majeures à frapper un grand chelem égalisateur en manches supplémentaires[6]. Il le réussit contre Addison Reed des White Sox de Chicago en 14e manche d'une rencontre, perdue 7-5 par les Mariners, où pour la première fois de l'histoire un club comble en manches supplémentaires un déficit de 5 points ou plus, et où les 12 points inscrits par les deux équipes en supplémentaires égalent un record de la Ligue américaine[7].

### Juillet
- 2 juillet : À Cincinnati, Homer Bailey des Reds lance son second match sans point ni coup sûr en carrière et le premier de l'année 2013, dans une victoire de son club, 3-0 sur les Giants de San Francisco[8].
- 13 juillet : Tim Lincecum, des Giants de San Francisco, réussit un match sans point ni coup sûr dans une victoire de 9-0 sur les Padres à San Diego[9].
- 14 juillet : Avec 37 circuits, Chris Davis des Orioles de Baltimore égale le record de la Ligue américaine pour le plus grand nombre de longues balles avant la pause du match des étoiles[10]. Les calendriers des matchs variant d'année en année, Davis frappe 37 circuits en 96 matchs alors que Reggie Jackson en avait joué 92 pour obtenir le même total avant le match d'étoiles 1969[11]. Le record des majeures demeure les 39 en 88 parties de Barry Bonds avant le match d'étoiles de 2001[12].
- 16 juillet : L'équipe de la Ligue américaine obtient l'avantage du terrain pour la Série mondiale 2013 en remportant 3-0 sur la Ligue nationale le match des étoiles présenté au Citi Field de New York. Le lanceur Mariano Rivera est élu joueur du match.
- 22 juillet :
  - Ryan Braun des Brewers de Milwaukee est suspendu sans salaire pour 65 matchs, soit le reste de la saison régulière, après avoir été trouvé coupable de dopage[13].
  - Les Cubs de Chicago échangent le lanceur Matt Garza aux Rangers du Texas[14].

### Août
- 5 août : Après enquête sur l'affaire Biogenesis, le baseball majeur suspend Alex Rodriguez des Yankees de New York pour 211 matchs, soit le reste de la saison 2013 et l'entière saison 2014. Rodriguez faisant appel de la suspension, il peut continuer à jouer jusqu'à ce qu'un arbitre tranche. En revanche, 12 autres joueurs (Antonio Bastardo, Everth Cabrera, Francisco Cervelli, Nelson Cruz, Sergio Escalona, Fernando Martínez, Jesús Montero, Jordan Norberto, Jhonny Peralta, César Puello, Fautino de los Santos et Jordany Valdespin) sont suspendus pour 50 matchs, des sanctions qu'ils commencent à purger immédiatement[15].
- 15 août : Le baseball majeur présente son projet d'arbitrage vidéo qui, s'il est approuvé en novembre, entrera en application au début de la saison 2014[16].
- 16 août : Ryne Sandberg remplace Charlie Manuel comme gérant des Phillies de Philadelphie[17].
- 31 août : Justin Morneau est échangé des Twins du Minnesota aux Pirates de Pittsburgh contre Alex Presley[18].

### Septembre
- 3 septembre : Victorieux 4-3 à Milwaukee, les Pirates de Pittsburgh savourent leur 81e succès de la saison 2013, ce qui les assure de ne pas terminer avec une fiche perdante pour la première fois depuis 1992[19].
- 6 septembre : À San Francisco, le lanceur Yusmeiro Petit des Giants vient à une seule prise de réussir un match parfait lorsqu'il accorde un coup sûr à Eric Chavez des Diamondbacks de l'Arizona après deux retraits en 9e manche[20].
- 9 septembre : Avec une victoire de 1-0 sur la route face aux Rangers du Texas, les Pirates de Pittsburgh portent leur fiche victoires-défaites à 82-61, s'assurant d'une première saison gagnante en 21 ans[21].
- 19 septembre :
  - Les Dodgers de Los Angeles sont la première équipe à remporter un titre de division en 2013. Victorieux en Arizona, les Dodgers sont champions de la division Ouest de la Ligue nationale pour la première fois depuis 2009[22].
  - Les Red Sox de Boston sont la première équipe de la Ligue américaine à assurer leur qualification aux séries éliminatoires de 2013[23].
- 20 septembre : 
  - Les Red Sox de Boston remportent le championnat de la division Est de la Ligue américaine pour la première fois depuis 2007[24].
  - Alex Rodriguez des Yankees de New York frappe contre George Kontos des Giants de San Francisco le 24e grand chelem de sa carrière, battant le record du baseball majeur qu'il partageait avec Lou Gehrig[25].
- 22 septembre :
  - La défaite des Nationals de Washington, seconds dans la section Est de la Ligue nationale, permet aux Braves d'Atlanta de remporter leur premier championnat de division depuis 2005[26] et assure aux Cardinals de Saint-Louis une 3e participation aux séries éliminatoires en autant d'années[27].
  - Une défaite des Rangers du Texas, seconds dans la section Ouest de la Ligue américaine, permet aux Athletics d'Oakland de remporter pour la deuxième année de suite le championnat de leur division[28].
- 29 septembre : Date prévue pour la fin du calendrier régulier 2013. Les Rays de Tampa Bay et les Rangers du Texas terminent avec des fiches identiques de 91 victoires et 71 défaites, nez à nez pour la dernière place de meilleur deuxième qui donne accès aux séries éliminatoires dans la Ligue américaine[29].
- 30 septembre : Les Rays de Tampa Bay se qualifient pour les éliminatoires en remportant 5-2 au Texas un match de bris d'égalité sur les Rangers[30]. C'est le premier match du genre, le 163e de la saison pour ces deux clubs, dans le baseball majeur depuis la saison 2009.

### Octobre
- 1er octobre : début des séries éliminatoires 2013. Elles sont lancées à Pittsburgh, où est joué un premier match éliminatoire depuis 1992. Les Pirates l'emportent sur les Reds de Cincinnati dans le match de meilleur deuxième de la Ligue nationale.
- 2 octobre : à Cleveland, match de meilleur deuxième de la Ligue américaine remporté par les Rays de Tampa Bay sur les Indians.
- 3 octobre : début des Séries de divisions de la Ligue nationale de baseball 2013.
- 4 octobre : début des Séries de divisions de la Ligue américaine de baseball 2013.
- 11 octobre: début de la Série de championnat de la Ligue nationale de baseball 2013.
- 12 octobre: début de la Série de championnat de la Ligue américaine de baseball 2013.
- 14 octobre : Wally Bell, arbitre des Ligues majeures depuis 1993, meurt d'une crise cardiaque à l'âge de 48 ans, cinq jours après avoir arbitré à Saint-Louis son dernier match[31].
- 23 octobre: début de la Série mondiale 2013.
- 30 octobre: fin de la Série mondiale 2013 avec la victoire 4-2 des Red Sox de Boston sur les Cardinals de Saint-Louis.

### Décembre
- 9 décembre :
  - Roy Halladay annonce sa retraite après une carrière de 16 saisons[32].
  - Bobby Cox, Tony La Russa et Joe Torre sont élus au Temple de la renommée du baseball. Une cérémonie d'intronisation est prévue à Cooperstown le 27 juillet 2014[33].